# Momordica repens
Momordica repens là một loài thực vật có hoa trong họ Cucurbitaceae. Loài này được Bremek. mô tả khoa học đầu tiên.